# Longstone (Mottistone)
Der Longstone ist der einzige Menhir (engl. Standing Stone) auf der Isle of Wight in England. Das Dorf Mottistone (deutsch „Stein des Sprechers“) hat seinen Namen von dem Longstone der nördlich von Mottistone, offenbar der Versammlungs- oder Gerichtsort, im Südwesten der Insel war.
Der Longstone ist aus Sandstein und besteht aus zwei Steinen – der größere (3,9 m) steht aufrecht und der andere liegt daneben. Beide standen vermutlich ursprünglich am östlichen Ende eines zerstörten Long Barrow an der Südwestküste der Isle of Wight. Eine National Trust Interpretation beschreibt die Geschichte der Steine, des Barrow und die der nahe gelegenen eisenzeitlichen Einhegung auf dem Castle Hill.
In der Nähe befinden sich die „Mottistone Gardens“.